# 徳島市方上小学校
徳島市方上小学校（とくしまし かたのかみしょうがっこう）は、徳島県徳島市北山町下地にある公立小学校。

## 沿革
- 1874年 - 方上校、大谷校を創立。
- 1886年 - 方上校と大谷校を統一し共立小学校と改称。
- 1892年 - 勝占村方上尋常小学校と改称。
- 1941年 - 方上国民学校と改称。
- 1947年 - 方上小学校と改称。
- 1951年 - 徳島市方上小学校と改称。

## 基礎データ
めざす学校像
- 人権を尊重し、敬・愛・信の精神をふまえた学校

## 関連学校
- 徳島市南部中学校

## 通学区域が隣接している学校
- 徳島市渋野小学校
- 徳島市大松小学校
- 徳島市八万南小学校
- 徳島市上八万小学校